# Czesław Zajączkowski (podporucznik)
Czesław Zajączkowski, ps. „Ragner”, „Ragnar” (ur. 20 lipca 1917 w Orszy, zm. 3 grudnia 1944) – podporucznik Armii Krajowej.

## Życiorys
Przedwojenny urzędnik z Lidy. Ukończył Szkołę Podchorążych Łączności w Zegrzu. W kampanii wrześniowej 1939 roku walczył jako plutonowy podchorąży w kompanii łączności 19 Dywizji Piechoty.
W konspiracji był szefem łączności obwodu AK Lida w Okręgu Nowogródzkim. W lutym 1943 r. uzyskał zezwolenie od komendanta okręgu na utworzenie oddziału partyzanckiego. W końcu marca 1943 na terenie kolonii Falkowicze (południowe tereny powiatu Lida, placówka 311) zorganizowany został pod jego dowództwem 4-osobowy patrol samoobrony. Jego zadaniem była przede wszystkim obrona ludności cywilnej przed napadami rabunkowymi partyzantki sowieckiej. 16 maja1943 r. nastąpiło utworzenie oddziału, który otrzymał nazwę: oddział partyzancki (OP) 312.
W połowie 1943 r. OP 312 wraz z dwoma innymi oddziałami wszedł w skład Zgrupowania Nadniemeńskiego. W drugiej dekadzie lipca 1943 roku zgrupowanie zagrożone niemiecką akcją antypartyzancką wycofało się na północ pod Wilno, a następnie do Puszczy Rudnickiej, staczając podczas przemarszu szereg walk i potyczek z oddziałami niemieckimi i sowieckimi. W lutym 1944 r. oddział przemianowano na IV Batalion 77 pułku piechoty Armii Krajowej Okręgu Nowogródzkiego – „Nów”. Oddział „Ragnera”, osiągnął w tym czasie stan ok. 300 żołnierzy. Por. „Ragner” walczył zarówno z armią niemiecką, jak i z partyzantką sowiecką, tym samym powstrzymując jej napór na linii Niemna. 11 czerwca 1943 Oddział 312 zlikwidował grupę sowieckich partyzantów z Brygady Leninowskiej rabującą chutor Bojary Smołeckie (Sowieci stracili 16 zabitych i 1 ciężko rannego). 29 czerwca 1943 w chutorze Pacuki zaatakował kompanię pacyfikacyjną sowieckiego Oddziału im. Woroszyłowa (straty sowieckie wyniosły 9 zabitych i 3 rannych). 23 lipca 1943 we wsi Piaskowice stoczył potyczkę z oddziałem im. Woroszyłowa (z Brygady im. Kirowa) tracąc 6 zabitych. 19 listopada 1943 wraz z dwoma innymi oddziałami AK (ppor. Jana Wasiewicza „Lwa” i ppor. Stanisława Karolkiewicza „Szczęsnego”) wziął udział w bitwie we wsi Buciły nad Niemnem z częścią sowieckiego Zgrupowania Białostockiego gen. Filipa Kapusty (700-800 ludzi).
Największą operacją wojskową, w której uczestniczył batalion Zajączkowskiego w pierwszej połowie 1944 r., była bitwa ze zgrupowaniem sowieckim pod Olchówką 18 maja. W wyniku walk oddziały AK straciły 23 zabitych. Był to też jedyny wypadek, kiedy nie udało się „Ragnarowi” zabrać z pola bitwy swoich poległych.
Następnym zadaniem, któremu przyszło sprostać IV batalionowi 77. pp AK była operacja „Ostra Brama”. Wymarsz pod Wilno nastąpił 4 lub 5 lipca. Po drodze stoczono kilka potyczek z oddziałami niemieckimi. 7 lipca batalion został otoczony przez frontowe jednostki sowieckie.
Po rozbrojeniu oddziałów AK „Ragnar” wraz z kilkoma partyzantami powrócił na tereny Lidy. W sierpniu 1944 r. nawiązał z nim kontakt nowy komendant Podokręgu Nowogródek mjr Maciej Kalenkiewicz „Kotwicz”, nakazując mu, by wznowił działania partyzanckie jako dowódca Zgrupowania Południowego. Z wielką determinacją, pomimo niespotykanej skali represji ze strony sowieckiego okupanta, Zajączkowski prowadził akcję organizacyjną i wojskową. W pierwszej kolejności likwidowano agentów NKWD, aktywistów komunistycznych, atakowano mniejsze placówki sowieckie. W dniu 3 września 1944 r. ppor. „Ragner” wystosował ultimatum do władz sowieckich w Lidzie, ostrzegając je, że w razie kontynuowania eksterminacyjnej polityki wobec Polaków, oddziały AK zastosują odwet. Oddziały Zgrupowania „Południe” przeprowadziły we wrześniu 1944 r. łącznie 12 akcji dywersyjnych, wykolejając 2 pociągi, wysadzając 2 mosty i uszkadzając w 8 miejscach tory kolejowe.
Jesienią 1944 r. dowodzone przez ppor. „Ragnera” siły partyzanckie i konspiracyjne Zgrupowania „Południe” były najpoważniejszym przeciwnikiem okupacyjnych władz sowieckich na Nowogródczyźnie. Według raportów sowieckich miały one przeprowadzić 86 „aktów terrorystycznych”, 6 dywersji i 24 „inne napady zbrojne”. Zajączkowski nazywany był przez Sowietów „czortem w okularach”.
W piątek, 1 grudnia 1944 r., oddziały Wojsk Wewnętrznych NKWD przystąpiły do likwidacji polskiego oddziału „Ragnara”. Do akcji wyznaczono 1410 ludzi. Jednostki radzieckie uzbrojone były w 3 czołgi, 8 ciężkich karabinów maszynowych, 58 ręcznych karabinów maszynowych, 100 automatów, 140 rewolwerów i 1110 karabinów. Transport zabezpieczało 25 samochodów. 3 grudnia trzy pierścienie żołnierzy NKWD otoczyły jego niespełna 30-osobowy oddział. W potyczce zginęło 7 partyzantów, w tym Czesław Zajączkowski oraz jego młodszy brat Leon „Drzewica” Zajączkowski. Reszta oddziału przebiła się z okrążenia.
Miejsce pochówku Czesława Zajączkowskiego „Ragnera” pozostaje do dzisiaj nieznane.
Odznaczony Krzyżem Virtuti Militari V klasy. Do dziś odbywają się zjazdy byłych żołnierzy Oddziału Nr 312 por. „Ragnera” – IV/ 77 pułku piechoty AK.